# Apanteles piceotrichosus
Apanteles piceotrichosus är en stekelart som beskrevs av Blanchard 1947. Apanteles piceotrichosus ingår i släktet Apanteles och familjen bracksteklar. Inga underarter finns listade i Catalogue of Life.